# Roodhalsfranjemonarch
De roodhalsfranjemonarch (Arses insularis) is een zangvogel uit de familie Monarchidae (Monarchen).

## Verspreiding en leefgebied
Deze soort is endemisch in noordelijk Nieuw-Guinea.

## Status
De grootte van de populatie is niet gekwantificeerd maar de soort wordt omschreven als algemeen tot vrij algemeen. Op de Rode lijst van de IUCN heeft deze soort de status niet bedreigd.